# 終末期古墳
終末期古墳（しゅうまつきこふん）は、古墳時代末から飛鳥時代にかけての7世紀頃の古墳を指す。森浩一によって最初に提唱された古墳の区分であり、この時代を古墳時代に含むとする考え方と含まないとする考え方がある。終末期古墳としては、千葉県栄町の龍角寺岩屋古墳や山武市の駄ノ塚古墳、奈良県明日香村のキトラ古墳や高松塚古墳などが、特に有名である。

## 概要
6世紀末には前方後円墳築造の時代が終焉を迎えるという大きな変化があり、それ以降律令制に向かう段階で造営されたのが終末期古墳である。終末期古墳と認識されるようになるまでは、終末古墳、晩期古墳、飛鳥時代古墳などと呼ばれ、7世紀代の古墳の中でも特殊なものと捉えられていたが、高松塚古墳の調査を契機として終末期古墳として認識され始めた。

### 墳形
墳形には、円墳・方墳・八角墳・上円下方墳などがある。天皇陵に限っては、前方後円形から大型方墳に変わり、次に八角墳が採用されることになる。そして八角墳には、すべて八角形のものと上八角下方墳の2つのタイプがある。

### 埋葬施設・副葬品
埋葬施設には、横穴式石室や横穴のほかに、各種の横口式石槨、木炭槨などがあり、棺には木棺・石棺以外に乾漆棺や須恵器の四注式屋根形陶棺などがある。副葬品は概して少ない。銅貨銭が特色の一つである。

## 代表的な終末期の古墳
- 最後の前方後円墳

浅間山古墳 - 墳丘全長78メートルの前方後円墳
胡麻手台16号墳 - 墳丘全長86メートルの前方後円墳
- 大型方墳

龍角寺岩屋古墳 - 一辺78メートル、終末期最大の方墳
駄ノ塚古墳 - 一辺62メートル、西暦610年から620年の間に造営された可能性が高い
- 天皇陵

春日向山古墳（用明天皇陵）- 63×60メートルの方墳
山田高塚古墳（推古天皇陵）- 63×56メートルの方墳

### 各地の終末期古墳
飛鳥地域
- 赤坂天王山古墳 - 一辺45メートルの方墳、巨大な横穴式石室
- 段ノ塚古墳（舒明陵） - 対角長約45メートルの八角形の墳丘を上に、その下は三段で最下段の幅約90メートル
- 秋殿南古墳 - 一辺21メートルの方墳、横穴式石室
- 艸墓古墳 - 一辺30メートルの方墳、横穴式石室
- 谷首古墳 - 一辺35メートルの方墳、巨石の横穴式石室
- 石舞台古墳 - 一辺50メートルの周濠・堤、全面に貼石、巨大な横穴式石室
- 都塚古墳 - 一辺40メートルの方墳、横穴式石室[6]
- 天武・持統陵 - 対角長約45メートルの八角墳
- 平田岩屋古墳 - 一辺50メートルの方墳、横穴式石室
- 菖蒲池古墳 - 方墳、横穴式石室は壁面全体に漆喰塗り、その中に特殊な家形石棺が2基
- 岩屋山古墳 - 一辺45メートルの方形の上に八角形（?）の墳丘、巨大な横穴式石室
- 牽牛子塚古墳 - 八角墳、斉明稜の可能性大、凝灰岩をくり抜いた横口式石槨
- 高松塚古墳 - 径18メートルの円墳、横口式石槨
- 中尾山古墳 - 対角長約30メートルで三段から五段の八角墳、横口式石槨
- キトラ古墳 - 径20メートルの円墳
- 束明神古墳 - 対角長約36メートルの八角墳、凝灰岩製の横口式石槨
- マルコ山古墳 - 径20メートルの円墳、凝灰岩製の横口式石槨

飛鳥地域以外の近畿地方
- 西宮古墳 - 一辺35メートルの方墳、横穴式石室
- 峯塚古墳 - 径35メートルの円墳、横穴式石室

関東地方
- 八幡山古墳 - 径66メートルの円墳
- 山室姫塚古墳 - 径66メートルの円墳
- 壬生車塚古墳 - 径62メートルの円墳
- 総社愛宕山古墳 - 一辺55メートルの方墳
- 宝塔山古墳 - 54×49メートルの方墳
- 松面古墳 - 一辺44メートルの方墳
- 割見塚古墳 - 一辺40メートルの方墳
- 蛇穴山古墳 - 一辺39メートルの方墳
- 穴八幡古墳 - 一辺30メートルの方墳
- 武蔵府中熊野神社古墳 - 1段目が一辺32メートルの上円下方墳
- 天文台構内古墳 - 1段目が一辺28メートルの上円下方墳

備後地方
- 大佐山白塚古墳 - 一辺12メートルの方墳、横穴式石室
- 大坊古墳- 墳丘形状不明、花崗岩製の横穴式石室
- 尾市1号古墳 - 一辺12メートルの八角形、花崗岩製の十字型横口式石槨
- 猪の子古墳- 墳丘形状不明、花崗岩製の横口式石槨

北陸地方
- 河田山12号墳 - 外護列石、アーチ形切石積横穴式石室を備える方墳